# Jon Turteltaub
Jonathan Charles "Jon" Turteltaub, född 8 augusti 1963 i New York, är en amerikansk filmregissör och filmproducent.

## Filmografi i urval
- 1993 – Cool Runnings (regi)
- 1995 – Medan du sov (regi)
- 1996 – Fenomen (regi)
- 2010 - Trollkarlens lärling (regi)
- 2013 - Last Vegas (regi)